# Оргозоло
Оргозоло, Орґозоло (італ. Orgosolo, сард. Orgòsolo) — муніципалітет в Італії, у регіоні Сардинія,  провінція Нуоро.
Оргозоло розташоване на відстані близько 330 км на південний захід від Рима, 115 км на північ від Кальярі, 14 км на південь від Нуоро.
Населення — 4278 осіб (2014).

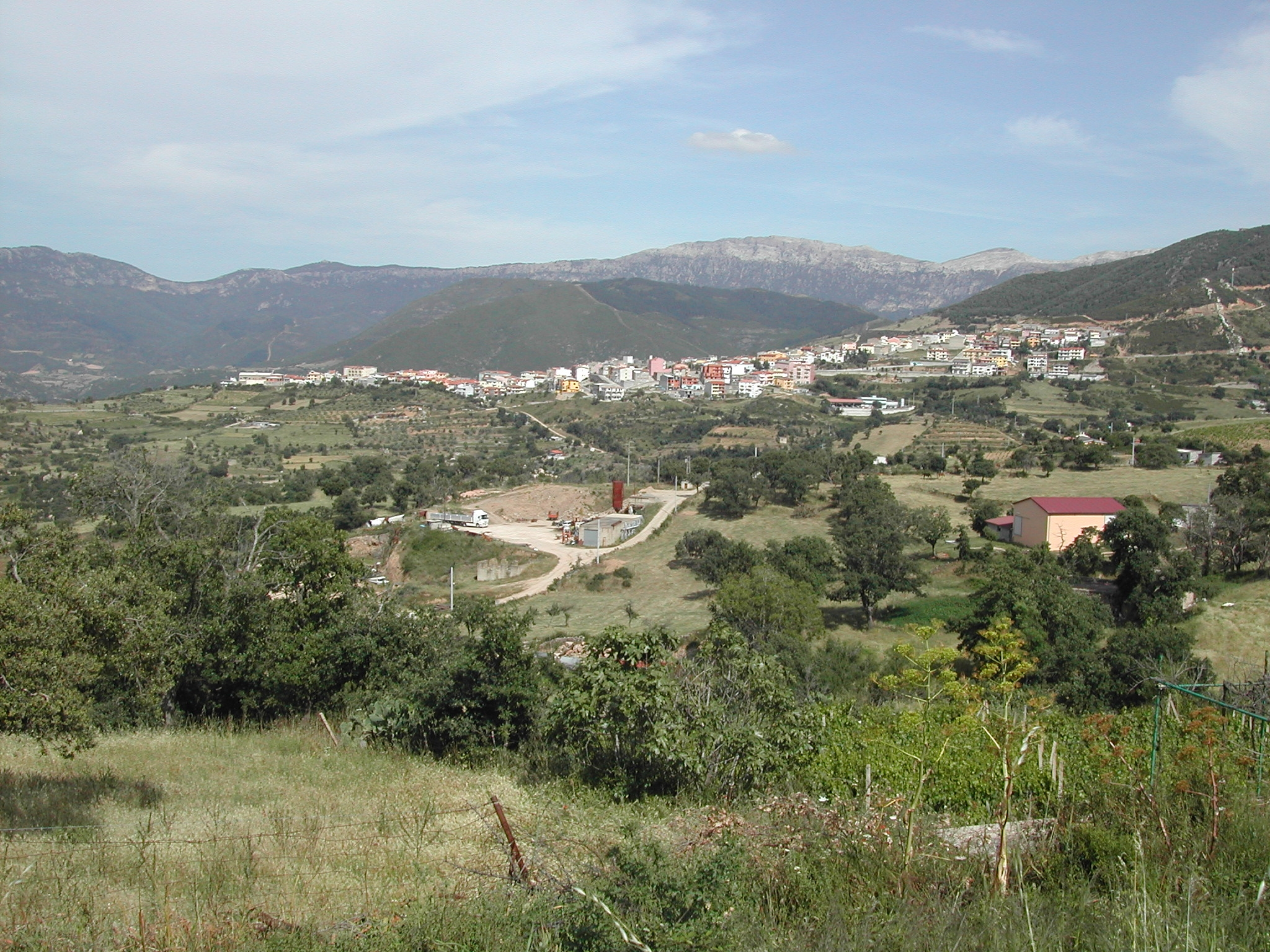

Щорічний фестиваль відбувається 29 червня. Покровитель — святий Петро.

## Демографія
Населення за роками:

Станом на 1 січня 2023 року в муніципалітеті офіційно проживало 17 іноземців з 6 країн, серед них 13 громадян країн Євросоюзу.

## Сусідні муніципалітети
- Доргалі
- Фонні
- Мамояда
- Нуоро
- Ольєна
- Талана
- Урцулеї
- Віллагранде-Стризаїлі